# Селін Бакенс
Селін Бакенс (англ. Céline Buckens, нар. 9 серпня 1996, Брюссель, Бельгія) — бельгійсько-британська актриса. Вона знімалася в таких серіалах, як «вільний контроль» (2017-2019), «Воїн» (2020—тепер), «Показовий суд» (2021) і «Колишня дружина» (2022).

## Біографія
Бакенс народилася 9 серпня 1996 року в Брюссель та в юному віці переїхала до Англія, де виросла в Кенсінгтон, Лондон. Вона відвідувала Лондонські денні школи Томаса та Школа Святої Марії Аскот. Потім вона вивчала історію в Лондонська школа економіки та політичних наук; вона з'явилася в «Вільний контроль» під час завершення курсу. Бакенс також був дебютантом на Бал дебютанток у Париж.

## Фільмографія
| рік        | українська назва                         | Оригінальна назва                     | Роль            |
| ---------- | ---------------------------------------- | ------------------------------------- | --------------- |
| 2011       | Бойовий кінь                             | War Horse                             | Емілі           |
| 2017       | Індевор                                  | Endeavour                             | Дейзі Беннет    |
| 2017—2019  | Вільний контроль                         | Free Rein                             | Мія Макдональд  |
| 2018       | Вільний контроль: 12 сусідів Різдва      | Free Rein: The 12 Neighs of Christmas | Мія Макдональд  |
| 2019       | Вільний контроль: День святого Валентина | Free Rein: Valentine's Day            | Мія Макдональд  |
| 2019       | Ідеальна брехня                          | The Good Liar                         | Анналіз         |
| 2020—тепер | Воїн                                     | Warrior                               | Софі Мерсер     |
| 2020       | Бріджертони                              | Bridgerton                            | Кітті Ленгем    |
| 2021       | Показовий суд                            | Showtrial                             | Таліта Кемпбелл |
| 2022       | Колишня дружина                          | The Ex-Wife                           | Таша            |